# Кореницький Порфир
Кореницький Порфир Михайлович, також Порфирій (народився 19 лютого 1816 в Ізюмському повіті Харківської губернії — помер 15 лютого 1854 с. Куньє, Ізюмського повіту) — український поет.

## Життєпис
Автор сатиричних поем «Куряж» (поширювалася у списках), «Вечорниці» (1841), байок, віршів, у яких успадковував бурлескний стиль «Енеїди» Івана Котляревського. Використовуючи у своїх творах фольклорний матеріал, описував селянський побут та звичаї.
Служив дияконом у селах Харківщини та в Харкові. Належав до Харківського гуртка романтиків.
В альманасі Олександра Корсуна «Сніп» (1841) надрукував велику сатиричну поему «Вечорниці» — за відгуком Енциклопедії Брокгауза та Єфрона, «грубу за змістом, але жваву і живу за віршем». В альманасі Євгена Гребінки «Ластівка» (1841) помістив байку «Панько та Веретва» із сатиричними натяками на сільське духовенство. Як стверджується в історичному романі Миколи Сиротюка «Забіліли сніги», за свої сатиричні вірші Кореницький був виключений із семінарії і незабаром після цього у п'яному вигляді замерз на смерть.
Похований у с. Куньє Ізюмського повіту.

## Згадки про Порфира Кореницького
Павло Грабовський згадує про П. Кореницького в ілюстрованому літературно-науковому журналі «Зоря»:
| …Кореницький був сином священика Харківської губернії, учився в харківській духовній семінарії в тридцятих роках. Належав до гурту Писаревських і Петренка, що славились під той час у Харкові своїми українськими концертами, бувши до того й поетами українськими. Одним із перших творів К-ого була віршова поема «Куряж»…» |
У цій сатиричній поемі Кореницький писав про життя і побут ченців Куряжського монастиря, що знаходився біля Харкова. Поема розповсюджувалася як рукопис та без підпису автора. В цій же статті П. Грабовського згадується.:
| …Поема ця не могла бути видрукована, а переходила з рук на руки, поки мабуть десь не загинула. … Що тим небезпечним автором був К-ий, знала тільки невеличка купка його товариства, — то він і не був поворушений… |
У альманаху Є. Гребінки «Ластівка» (1841) було надруковано байку «Панько та Верства». Після того як поет написав поему «Вечорниці» і надрукував її в «Снопі» 1841 року, його було виключено з Харківської духовної семінарії, де він навчався.
Далі, в статті Павла Грабовського, посилаючись на спогади священика Мартиновича, який був семінарським товаришем П. Кореницького йдеться:
| …Почалося для К—го сїромашне, бурлацьке життє. Але нерегодом він оженився і його настановлено дяконом при одній з харківських церквів. Гірке мабуть було життє К-го і після того, бо він став запиватись дужче й дужче, поки не замерз серед улиці, вертаючись додому пяним. Так занапастилась хистка, талановита людина! Крім поем, К—ий писав, як розказував Мартинович, байки, послання до друзяків, піснї, і відрізнявся експромптами українськими. В печатї-ж, скільки менї відомо, появилися тільки «Вечерниці» та одна байка «Панько та верства»… |
Про самого Порфира Кореницького було відомо досить мало, дуже мало збереглося його поезій. В 1926 році І. Айзеншток в науковому збірнику надрукував чотири листи П. Кореницького, які дають можливість отримати деяку інформацію як про самого Порфира, так і про деяких його сучасників, про яких згадано в листах.
Так, у листі до О. Корсуна від 4 вересня 1843 року П. Кореницький пише про свого товариша Михайла Петренка:
| …Петренковъ нашъ кончаетъ уже свою драму подъ заглавіемъ Польска любовь, очень хорошую и занимательную піэсу; также написалъ онъ еще Словьянскȗ пȗсни и Сауръ-могилу и самъ отъ себя хочете издать; узнавши отъ меня, что я отдалъ тебѣ всѣ свои нелѣпости, онъ разбранилъ меня самымъ лучшимъ славянскимъ нарѣчіемъ и просилъ меня, чтобы я все взялъ обратно. Да и въ самомъ дѣлѣ, Александръ Алексѣевичь! если все то, что я тебѣ оставилъ, не надобно и не служитъ ни къ чему, то пожалуйста чрезъ подателя этого письмеца пришли мнѣ обратно и особенно повѣсть Антипку. Я ее передѣлаю на другой ладъ. (стор. 159) |
Нечисленні поезії П. Кореницького, що збереглися, було включено в різні поетичні антології, а в 1918 році відбулося й окреме видання невеличкої книжки. У цю збірку віршів «слобожанського поета 40-х років» увійшли поема «Вечерниці», казка «Дяк і гуси», байка «Панько та верства» і «Нехай».
Як пише в передмові М. Сумцов:
| …На початку 40 років у Харкові одразу вирина настільки значна українська письменна течія, що гаслом бере українську мову і поділяється на дві галузі: наукову і літературну. В межах наукових завданнів гаряче працюють Ізмаіл Срезневський, родом росиянин, але вельми захоплений місцевими українськими впливами, людина енергійна і талановита, далі Микола Костомаров, Вадим Пассек, Іван Бецький. Одночасно поруч з ними йдуть письменники Корсун, Степ. Олександров, Кореницький, Степан Писаревський, Петро Писаревський, Марта Писаревська, Мих. Петренко, незабаром виходе Яків Щоголів, якому судилось виявить свій талант далеко пізніш, в 70-80 роках після довгої мовчанки. |
Про П. Кореницького, наприклад, згадано й В. Коряком:
| …Слідом за Квіткою-Основ'яненком і разом із ним під кінець його життя виникає за 30-40 років досить численна слобожанська група письменників і вчених: Корсун, Степан Олександров, Петро й Степан та Марта ') Писаревські, Порфирій Кореницький, Мих. Петренко, Костомаров, Метлинський, Афанасьєв-Чужбинський, Макаровський, Забіла. (стор. 350) |
Л. Перетц в статті до наукової збірки «Матеріали з української літератури, що пребувають у Пушкінському домі, та співробітники Альманаху “Сніп”»писав:
| …На такісіньких-же засадах, трохи згодом, А.Ю.Бецький (друкарська помилка, треба І. І. Бецький) береться за видання альманаха«Молодик» 1843 і 1844 р. Корсунові пощастило притягти до спільництва в «Снопі» такі молоді сили, як: 1, Микола Иванович Костомаров, 2,Порфир Михайлович Кореницький 3, Степан, Петро й Марта Писаревські, 4, Михайло Миколайович Петренко. Сам Олександер Олексійович Корсун теж містить у «Снопі» свої власні твори.» (стор. 205) |
Похований П. Кореницький у селі Куньє Ізюмського повіту.